# Dynastia Liao
Dynastia Liao – dynastia pochodzenia kitańskiego panująca na terenie dzisiejszej Mandżurii, Mongolii oraz części północnych Chin w latach 907 - 1125.

## Historia

### Początki dynastii i jej nazwa
W IX wieku wśród Kitanów rosło znaczenie klanów Yila (później zmienił nazwę na Yelü) i Xiao, które porozumiały się między sobą w celu obalenia władzy kaganów z klanu Yaolian. Ten sojusz utrzymał się także później, kiedy to cesarze wywodzący się z klanu Yelü brali za cesarzowe kobiety z klanu Xiao. W roku 907 wodzowie Kitanów tradycyjnie co trzy lata wybierający kagana zdjęli z urzędu nieudolnego Hendejina (901 - 907) z klanu Yaolian i wybrali kaganem Abaoji (907 - 926), zdolnego wodza z klanu Yelü. Tę datę zazwyczaj przyjmuje się za początek dynastii Liao, ponieważ według późniejszej oficjalnej historii dynastii, „Historii Liao”, Yelü Abaoji wstąpił na tron cesarski właśnie w tym roku. Niemniej „Historia Liao” już w roku 916 odnotowuje drugą ceremonię tego rodzaju. Najprostszym sposobem usunięcia tej sprzeczności jest przyjęcie, że w roku 907 Yelü Abaoji został kaganem, co w „Historii Liao” anachronicznie zostało opisane jako wstąpienie na tron cesarski, a w rzeczywistości tytuł cesarski przyjął on dopiero w roku 916. Należy przy tym wspomnieć, że inne źródła datują to wydarzenie mgliście na okres gdzieś pomiędzy rokiem 904 a 922. Jeszcze bardziej niejasna jest chronologia przyjęcia przez dynastię nazwy Liao. Według różnych źródeł miało się to stać w roku 926, 937, 938 lub 947. Później dynastia zmieniła nazwę na Qidan guo (Państwo Kitanów), przy czym stało się to w roku 983 albo 1013. W roku 1066 powrócono do nazwy Liao. Te nie dające się do końca rozwikłać niespójności zapewne wynikają z tego że zapiski dotyczące panowania wczesnych cesarzy zostały skompilowane dopiero u schyłku XI wieku i kompilatorzy zaciemnili kwestię projektując na okres wcześniejszy wydarzenia, które w rzeczywistości miały miejsce począwszy od połowy X wieku lub nawet później. Sama nazwa Liao pochodzi od rzeki Liao w południowej Mandżurii.

### Dalsza historia

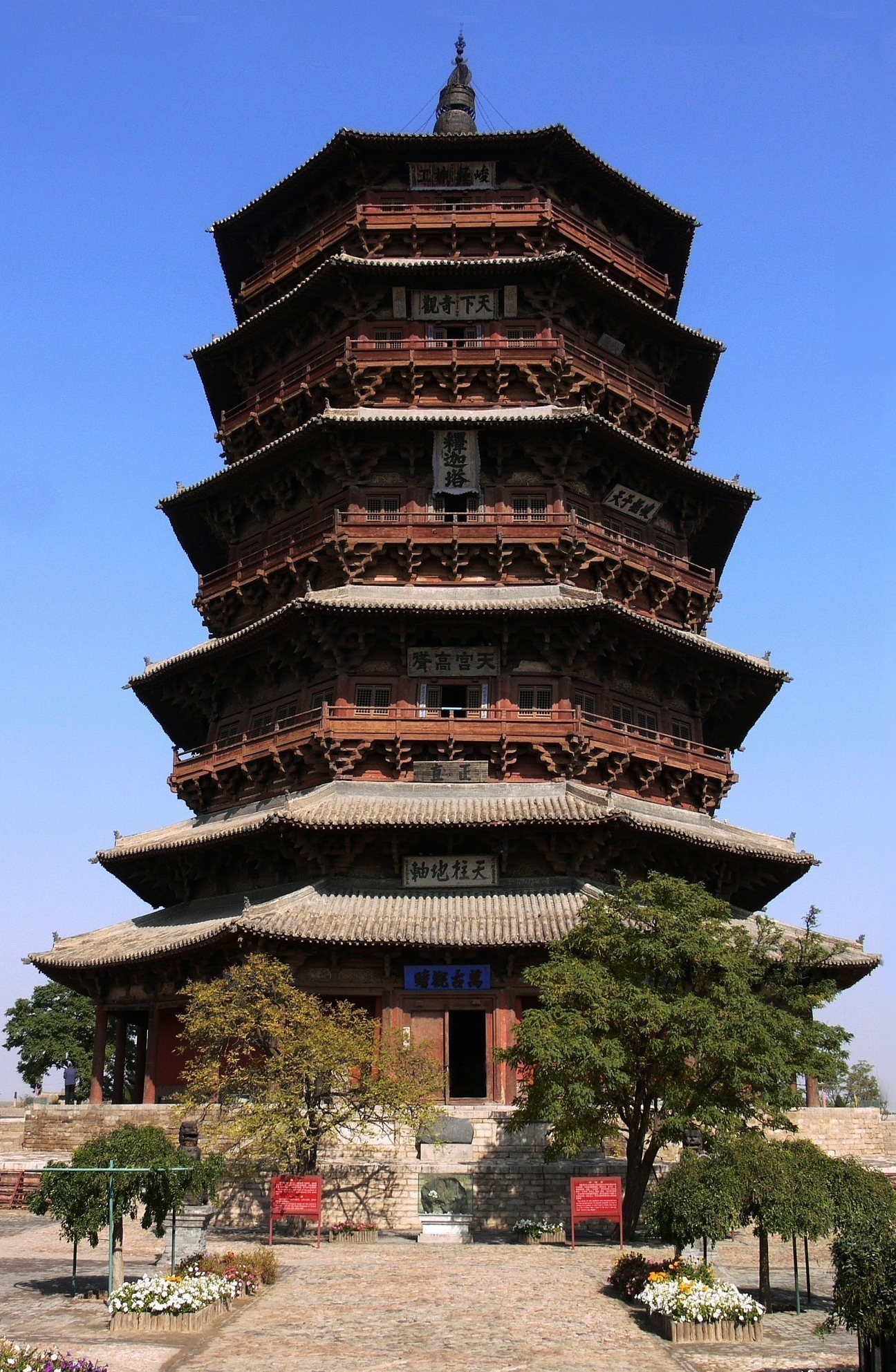
Pagoda Fogongsi w powiecie Ying w prowincji Shanxi zbudowana za czasów dynastii Liao w roku 1058

Yelü Abaoji pokonując w długotrwałych walkach ludy dzisiejszej Mandżurii i Mongolii, w tym m.in. Xi, Shiwei i Dżurdżenów, ustanowił nad nimi hegemonię Kitanów. Jednocześnie urządzał on łupieżcze najazdy na terytorium Chin i coraz śmielej interweniował w sprawy efemerycznych państw istniejących tam w okresie Pięciu Dynastii. Nie poddał się on ponownemu wyborowi na kagana po upływie trzech lat i stłumił bunty swoich braci, którzy liczyli na przejęcie władzy. Chcąc ustanowić dziedziczną dynastię w roku 916 przyjął chiński tytuł cesarza i wyznaczył swojego syna następcą tronu, tym samym próbując wprowadzić chiński system przechodzenia władzy z ojca na syna. Zaczął on osiedlać pojmanych i przybyłych na terytorium Kitanów Chińczyków w budowanych na chińską modłę miastach i zbudował cesarską stolicę. W roku swojej śmierci podbił także koreańsko-mandżurskie państwo Balhae. Syn Yelü Abaoji, Yelü Deguang (imię świątynne Taizong) (927 - 947), w roku 936 poparł bunt Shi Jingtanga (936 - 942), namiestnika Późniejszej dynastii Tang, i tym samym dopomógł mu w założeniu Późniejszej dynastii Jin. W zamian ten uznał jego zwierzchność i scedował na rzecz Kitanów szesnaście północnych prefektur swojego państwa. Kolejny cesarz Późniejszej dynastii Jin, Shi Chonggui (942 - 946), zerwał jednak z Kitanami, co doprowadziło do zajęcia przez nich Kaifengu i obalenia dynastii. Taizong miał wówczas ogłosić nową nazwę dynastii, „Wielkie Liao”, Kitanowie okazali się jednak niezdolni do opanowania północnych Chin i musieli się wycofać. Podczas panowania nieudolnego Muzonga (951 - 969) Chiny zaczęły się jednoczyć pod przywództwem nowej dynastii Song. Liao popierało przeciwko Songom buforowe państewko Północnej dynastii Han. W roku 979 zostało ono zajęte przez Songów, lecz próby odbicia przez nich szesnastu prefektur zakończyły się klęskami chińskich armii w latach 979 i 986. Do stabilizacji dynastii Liao doszło podczas długiego panowania cesarza Shengzonga (982 - 1031). Wstąpił on na tron w wieku 11 lat i aż do swej śmierci w roku 1009 dominującą rolę w rządzie odgrywała jego matka, cesarzowa wdowa Chengtian. W roku 1004 Kitanowie dokonali inwazji na terytorium Chin docierając na odległość 100 kilometrów od Kaifengu, w wyniku czego pomiędzy Liao a Song zawarto traktat, w którym oba cesarstwa uznawały się wzajemnie na zasadach równości, przy czym Song miało wypłacać Liao coroczną „kontrybucję na wydatki wojskowe” w wysokości 200 tys. zwojów jedwabiu i 100 tys. liangów srebra. Traktat ten „utorował drogę stuleciu stabilności i pokojowej koegzystencji”. 
Za panowania Shengzonga Kitanowie prowadzili także krwawe wojny z położonym na Półwyspie Koreańskim państwem Goryeo, które ostatecznie uznało ich zwierzchnictwo. Doszło wtedy również do szeregu reform o charakterze instytucjonalnym, które generalnie prowadziły do rozbudowy instytucji państwowych na wzór chiński. W roku 1042 Kitanowie wykorzystali wojnę pomiędzy Songami a tanguckim państwem Xixia do wymuszenia na tych pierwszych zwiększenia kontrybucji do 200 tys. liangów srebra i 300 tys. zwojów jedwabiu. Wojna jaka toczyła się pomiędzy Liao a Xixia w latach 1044 - 1053 przyniosła jednak Kitanom wiele porażek, zanim Tanguci z powrotem uznali swój tradycyjny wasalny status. Prochińska polityka cesarza Daozonga (1055 - 1101) doprowadziła w roku 1063 do wybuchu rebelii bardziej tradycjonalistycznie nastawionego cesarskiego brata Zhongyuana. Po jej stłumieniu rzeczywista władza w państwie zaczęła skupiać się w ręku ministra Yelü Yixina, który doprowadził do śmierci zagrażających jego pozycji cesarzowej i następcy tronu. Jego upadek nastąpił w roku 1080 i po śmierci Daozonga władza przeszła w ręce syna zamordowanego przez Yelü Yixina następcy tronu, Tianzuo (1101 - 1125). W XI wieku Liao było nękane przez okresowe rebelie podlegających mu ludów, takich jak Xi, Zubu (być może spokrewnionych lub identycznych z Tatarami) oraz ludności dawnego Balhae. Prawdziwym zagrożeniem dla dynastii okazali się jednak zamieszkujący wschodnią Mandżurię Dżurdżeni, którzy w roku 1114 wzniecili powstanie pod przywództwem swojego wodza Agudy (imię świątynne Taizu) (1115 - 1123). M.in. z powodu buntu chcących go obalić członków panującego klanu i kolejnej rebelii ludności Balhae Tianzuo okazał się niezdolny do szybkiego pokonania Dżurdżenów, a z każdym zwycięstwem tych ostatnich przechodziło na ich stronę coraz więcej podległych niegdyś Kitanom ludów. W roku 1120 Dżurdżeni zajęli Najwyższą Stolicę Kitanów i w następnych latach działając w sojuszu z Songami podbili większość terytorium dynastii Liao, która przestała istnieć wraz z dostaniem się Tianzuo do niewoli w roku 1125.

## Administracja i prawo

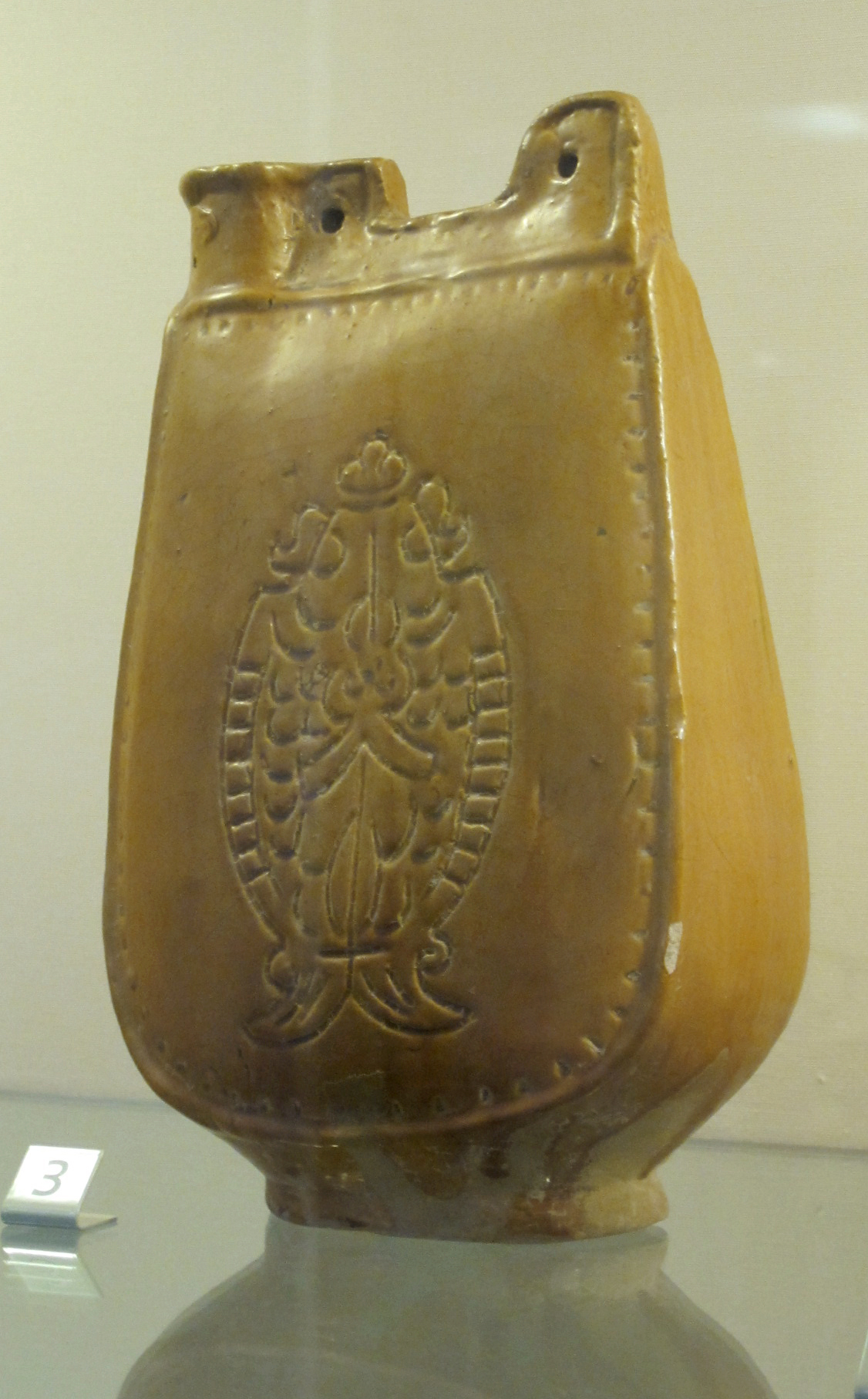
Ceramiczna manierka w kształcie skórzanego bukłaka z czasów dynastii Liao. Muzeum Wiktorii i Alberta

Charakterystyczną cechą dynastii Liao była jej dualistyczna administracja, osobna dla Kitanów i podlegających im plemion oraz Chińczyków. Jej zręby sięgają początków dynastii, a cesarz Shizong (947 – 951) formalnie podzielił terytorium państwa na Region Północny, składający się z terenów na których dominowali Kitanowie i zależne od nich plemiona, oraz Południowy, gdzie zamieszkiwali przede wszystkim Chińczycy oraz Balhae. Administracja Północna składała się głównie z Kitanów noszących tradycyjne kitańskie tytuły. Była to w istocie „osobista świta wielkiego plemiennego wodza i wiele z jej urzędów było specjalnie zarezerwowanych dla członków tej lub innej gałęzi królewskich lub konkubenckich klanów i obsadzanych przez dziedziczny dobór”. Administracja Południowa powstała po tym jak w roku 947 Kitanowie uprowadzili z Kaifengu wielu chińskich urzędników i była wzorowana na instytucjach dynastii Tang i Pięciu Dynastii. Na czele jej rozbudowanej biurokracji stały trzy ministerstwa, podobne do trzech centralnych ministerstw wczesnej dynastii Tang. Były to Chińskie Ministerstwo dla Spraw Wojskowych (hanren shumiyuan), Sekretariat (początkowo nazywany zhengshisheng a po 1044 roku zhongshusheng), na którego czele stał wielki pierwszy minister (da chengxiang), oraz Kancelaria (menxiasheng) odpowiedzialna za sporządzanie dokumentów. Od roku 988 dynastia Liao stosunkowo regularnie przeprowadzała egzaminy urzędnicze, które jednak dostarczały niewielu urzędników. Być może faktyczne znaczenie egzaminów polegało na ich wymiarze symbolicznym, jako instytucji charakterystycznej dla prawowitej chińskiej dynastii. Podobnie jak w przypadku dynastii Tang potomkowie wysokich chińskich urzędników cieszyli się przywilejem dziedzicznego dostępu do urzędu (yin) i generalnie mieli lepsze perspektywy kariery niż zdający egzaminy. Ta praktyka była zgodna z tradycyjną kitańską dziedziczną sukcesją (shixuan) urzędów. Kitanowie nie mieli prawa uczestniczenia w egzaminach.
Cesarstwo formalnie miało aż pięć stolic, które odgrywały jednak raczej rolę regionalnych centrów danego okręgu, niż siedzib centralnego rządu. Spośród nich najważniejszą rolę odgrywały Najwyższa Stolica, rytualne i religijne centrum państwa, gdzie znajdowały się siedziby obu administracji, położona na dawnych rodzimych terenach Kitanów, oraz Stolica Południowa (dzis. Pekin), będąca centrum chińskich szesnastu prefektur. Cesarz przemieszczał się stale pomiędzy tradycyjnymi obozami łowieckimi (nabo), kontaktując się z przywódcami plemiennymi, i przebywał w Najwyższej Stolicy jedynie przez krótki okres w roku. W jego wędrówkach towarzyszyła mu większość wyższych urzędników Administracji Północnej i jedynie garstka członków Administracji Południowej. Urzędnicy Administracji Północnej w sposób oczywisty posiadali większą władzę, mając stały dostęp do cesarza. Administracja Południowa była powołana zatem tylko do zarządzania terenami zamieszkałymi przez ludność osiadłą i nie brała udziału w podejmowaniu decyzji na szczeblu centralnym, a w szczególności jej urzędnicy byli wykluczeni od podejmowania decyzji w sprawach wojskowych. Oficjalna struktura rządu Liao była także o tyle myląca, że w rzeczywistości wiele urzędów było obsadzanych tylko sporadycznie. Mimo formalnej biurokratyzacji rzeczywista władza w państwie Kitanów nadal zależała raczej od osobistej pozycji danej osoby w świecie plemiennej polityki.
We wczesnym okresie dziejów dynastii w stosunku do jej poddanych chińskich stosowano skodyfikowane prawo dynastii Tang, natomiast Kitanowie i członkowie innych plemion posługiwali się swoim niespisanym prawem zwyczajowym. Wraz z sinizacją dynastii pojawił się jednak postępujący nacisk na prawo chińskie jako standard mający zastosowanie do wszystkich poddanych. W roku 983 zarządzono by kodeks dynastii Tang został przełożony na kitański, tak by mógł być używany także przez Północną Administrację. Innym faktem sugerującym supremację prawa chińskiego była ustanowiona w roku 994 zasada, zgodnie z którą każdy Kitan popełniający jedno z Dziesięciu Odrażających Przestępstw, które były czysto chińską koncepcją osadzoną w konfucjanizmie, powinien być ukarany tak samo jak Chińczyk. W roku 1036 ogłoszono Xinding tiaozhi, pierwszą kodyfikację prawa pod rządami Liao, która znajdowała się pod silnym wpływem swoich chińskich modeli. Zawierająca 547 artykułów i zbierająca razem wszystkie prawa wydane od czasów Abaoji miała ona powszechne zastosowanie. Nowy kodeks pozostawił jednak nierozwiązany problem wielu sprzeczności pomiędzy prawem chińskim a plemiennym prawem zwyczajowym i spotkał się z silną opozycją konserwatywnej części Kitanów. Zhongyuan doprowadził w roku 1044 do ustanowienia w każdej z pięciu stolic inspektorów czuwających nad interesem Kitanów pod rządami nowego prawa. W roku 1070 cesarz Daozong nakazał rewizję obowiązującego prawa, w wyniku czego powstała kodyfikacja dwukrotnie większa od Xinding tiaozhi, która próbowała zdefiniować i zachować tradycyjne różnice pomiędzy zwyczajami Chińczyków i Kitanów. Kodyfikacja ta była następnie poprawiana i poszerzana, jednakże zawarte w niej próby łączenia zarówno chińskich jak i kitańskich praw zwyczajowych były tak skomplikowane w stosowaniu i odległe od aktualnej praktyki że w roku 1089 powrócono do stosowania kodeksu z 1036 roku, który pozostał podstawowym korpusem prawa aż do upadku dynastii.

## Kultura

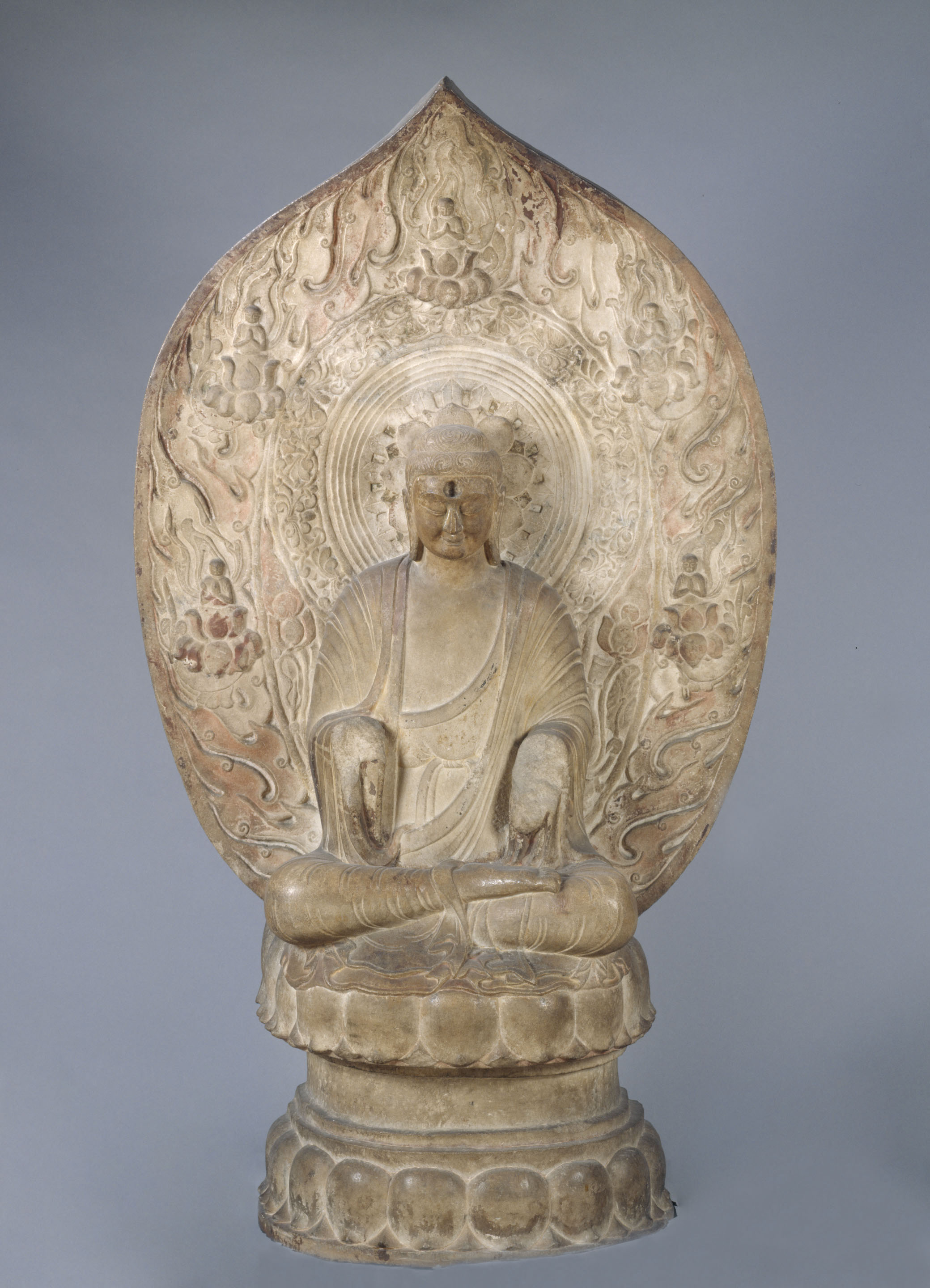
Rzeźba Buddy Amitabhy z okresu dynastii Liao. Musée Cernuschi

Chociaż Abaoji popierał zapożyczenia z chińskiej kultury i systemów wierzeń, zakładając m.in. miasta urządzone na wzór chiński i nakazując budowę w Najwyższej Stolicy świątyni konfucjańskich, buddyjskich i taoistycznych, starał się on także zachować kulturę Kitanów. Najważniejszymi jego działaniami w tym kierunku było ustanowienie kitańskiego pisma. Tzw. „Pismo duże” zostało wprowadzone w roku 920 i było niezwykle skomplikowaną adaptacją pisma chińskiego. „Pismo małe” zostało wprowadzone w roku 925 i ponieważ inspiracją do jego stworzenia było alfabetyczne pismo ujgurskie, miało ono charakter semialfabetyczny i fonetyczny. Wiemy iż w okresie dynastii Liao Kitanowie przełożyli na swój język wiele dzieł z języka chińskiego, przede wszystkim o praktycznym zastosowaniu, tj. kalendarzy, dzieł medycznych, politycznych i historycznych. Żadne z kitańskich tłumaczeń nie zachowało się. Co charakterystyczne, nie przełożono żadnej z części konfucjańskiego Pięcioksięgu, co sugeruje brak zainteresowania konfucjanizmem.
Według pierwotnego mitu Kitanów mieli oni wywodzić się ze związku ich pierwszego kagana, Qishou, i kobiety, którą spotkał jadącą wozem ciągniętym przez wołu gdy jechał doliną rzeki Liao. Mieli oni posiadać ośmiu synów, którzy dali początek ośmiu plemionom. Klan Yelü wywodził swoje prawa do przywództwa bezpośrednio od Qishou. W pobliżu miejsca gdzie miało dojść do spotkania pierwotnych rodziców Kitanów znajdowała się ich święta góra Muye i to w jej okolicy Abaoji zbudował Najwyższą Stolicę. W każdym dziewiątym miesiącu roku na Muye odbywało się sezonowe święto. W późniejszym rozwoju religii Kitanów pierwotni rodzice byli uznawani za wcielenia Boga Nieba i Bogini Ziemi. Inni bogowie mieli mieszkać w określonych górach. Integralną częścią religii Kitanów był szamanizm. Główny szaman przewodniczył rytom wiązanym z Bogiem Ognia każdego roku. Specjalny rytuał był także powiązany ze złowieniem pierwszej ryby (na wiosnę) i pierwszej dzikiej gęsi (zimą). Wiele świąt było powiązanych także z zawodami sportowymi, takimi jak zapasy, strzelanie z łuku i gra w polo. Objęcie władzy było symbolizowane przez starodawny rytuał „ponownego narodzenia” władcy. Kitanowie mieli w zwyczaju chować wraz z władcą jego ulubione zwierzęta i wartościowe przedmioty. Później chowano z nim także należące do niego święte przedmioty. Starodawny zwyczaj zabijania ludzi i chowania ich wraz ze zmarłym wodzem lub arystokratą przetrwał do X wieku, później został jednak zarzucony pod wpływem chińskim. Po śmierci Abaoji pogrzebano wraz z nim ponad trzysta osób, jednak cesarzowa wdowa Zhunqin uniknęła tego losu odcinając sobie prawą rękę i kładąc ją do trumny.
Wraz z trwaniem dynastii Kitanowie zmieniali się pod wpływem chińskiej kultury. W późniejszym okresie wielu cesarzy i kitańskich arystokratów przyjęło buddyzm i stało się pobożnymi protektorami tej religii. Powołano Urząd Historiografii, który miał sporządzać codzienne zapiski umożliwiające późniejsze skompilowanie oficjalnej historii dynastii na wzór chiński. Cesarz Daozong był osobiście zainteresowany chińską kulturą. W roku 1064 zarządził on poszukiwanie książek brakujących w cesarskiej kolekcji, studiował buddyzm, a także interesował się historią, czego rezultatem była m.in. dystrybucja przez rząd kopii Zapisków historyka i Księgi Hanów. Zarządził on także sprawowanie rytuałów na cześć różnych konfucjańskich mędrców i nauczycieli, a w roku 1072 osobiście ułożył pytania egzaminacyjne. W sumie podczas panowania dynastii Liao kitańska „arystokracja plemienna stała się w dużej mierze kulturowo dualistyczna, podczas gdy zwykli ludzie pozostali poza tym kulturowym procesem. Jednakże pomimo ich intelektualnego wyrafinowania i opanowania chińskiej kultury wyższej Kitanowie pozostali «ludźmi stepu», niezbyt znacząco odciętymi od wartości ich koczowniczego życia”, w przeciwieństwie bowiem do później panujących w Chinach Dżurdżenów i Mongołów, zajęli oni jedynie przyczółek na skraju osiadłej cywilizacji